# Philonicus obscurus
Philonicus obscurus là một loài ruồi trong họ Asilidae. Philonicus obscurus được Hine miêu tả năm 1907.